# Капустин Яр (село)
Капустин Яр  (рос. Капустин Яр) — село у Ахтубінському районі Астраханської області Російської Федерації. Поблизу села розташований ракетний військовий полігон Капустин Яр.
Населення становить 5724 особи (2010). Входить до складу муніципального утворення Капустіноярське сільське поселення.

## Історія
Населений пункт розташований на території українського етнічного та культурного краю Жовтий Клин. Від 1975 року належить до Ахтубінського району.
Згідно із законом від 6 серпня 2004 року органом місцевого самоврядування є Капустіноярське сільське поселення.

## Населення
| 2002 | 2010  |
| ---- | ----- |
| 6506 | ↘5724 |

## Постаті
- Безручак Андрій Іванович (1981—2014) — майор Збройних сил України, учасник російсько-української війни.
- Ящишин Олег Степанович (1967—2022) — полковник Збройних Сил України, учасник російсько-української війни та війни в Афганістані.